# يوجين روت
يوجين روت (بالألمانية: Eugen Roth)‏ هو كاتب وشاعر ألماني، ولد في 24 يناير 1895 في ميونخ في ألمانيا، وتوفي بنفس المكان في 28 أبريل 1976.

## وصلات خارجية
- يوجين روت على موقع مونزينجر (الألمانية)
- يوجين روت على موقع ميوزك برينز (الإنجليزية)
- يوجين روت على موقع ديسكوغز (الإنجليزية)